# 제프 라렌토비츠
제프 라렌토비츠(Jeffrey Adam Larentowicz, 1983년 8월 5일 ~ )은 미국의 전 축구 선수이다.

## 클럽 경력

### 뉴잉글랜드 레벌루션
라렌토비츠는 2005년 메이저리그사커 보충 드래프트에서 4라운드 45순위로 뉴잉글랜드 레벌루션에 입단하게 되었다.

### 콜로라도 래피즈
2011년 MLS 슈퍼드래프트에서 라렌토비츠는 웰스 톰슨과 함께 콜로라도 래피즈로 트레이드되었다.

### 애틀랜타 유나이티드
2016년 12월 라렌토비츠는 애틀랜타 유나이티드와 자유계약을 맺었다. 2017년 9월 24일 몬트리올 임팩트전에서 라렌토비츠는 애틀랜타에서 첫 득점을 올렸고, 팀은 2-0으로 승리하였다.

## 수상 내역

### 클럽
뉴잉글랜드 레벌루션
- US 오픈컵: 2007
- 북아메리카 수페르리가: 2008

콜로라도 래피즈
- MLS컵: 2010

애틀랜타 유나이티드
- MLS컵: 2018
- 캄페오네스컵: 2019
- US 오픈컵: 2019